# Unione Sportiva Savoia 1941-1942
Questa voce raccoglie le informazioni riguardanti il Savoia nelle competizioni ufficiali della stagione 1941-1942.

## Stagione
La stagione 1941-1942 fu la 22ª stagione sportiva del Savoia.
Serie C 1941-1942: 11º posto

## Divise
| Manica sinistra · Maglietta · Manica destra · Pantaloncini · Calzettoni |

## Organigramma societario
Area direttiva
- Presidente:  Bruno Salzano

Area organizzativa
- Segretario generale: Vincenzo Russo

Area tecnica
- Allenatore:  Enrico Colombari

## Rosa
| N. |                   | Ruolo | Calciatore          |
| -- | ----------------- | ----- | ------------------- |
|    | Italia (bandiera) | P     | Silvio Beltrame     |
|    | Italia (bandiera) | P     | Aldo Molinari       |
|    | Italia (bandiera) | P     | Tavarra             |
|    | Italia (bandiera) | D     | Palamide Bandini    |
|    | Italia (bandiera) | D     | Antonio Del Giudice |
|    | Italia (bandiera) | D     | Arcangelo Di Reda   |
|    | Italia (bandiera) | D     | Salvatore Lasorella |
|    | Italia (bandiera) | D     | Giuseppe Marussich  |
|    | Italia (bandiera) | C     | Antonio Bacchetti   |
|    | Italia (bandiera) | C     | Cesare Busi         |
|    | Italia (bandiera) | C     | Giacomo Busiello    |
|    | Italia (bandiera) | C     | Raffaele Giraud I   |

| N. |                   | Ruolo | Calciatore            |
| -- | ----------------- | ----- | --------------------- |
|    | Italia (bandiera) | C     | Germano Mian          |
|    | Italia (bandiera) | C     | Giulio Negri          |
|    | Italia (bandiera) | C     | Remigio Scavazza      |
|    | Italia (bandiera) | C     | Rolando Tortora       |
|    | Italia (bandiera) | A     | Riccardo Isada        |
|    | Italia (bandiera) | A     | Guglielmo Raffaelli   |
|    | Italia (bandiera) | A     | Armando Salvatore     |
|    | Italia (bandiera) |       | Innocenzo Albergatore |
|    | Italia (bandiera) |       | Fornir                |
|    | Italia (bandiera) |       | Francesco Gallo       |
|    | Italia (bandiera) |       | Giannelli             |
|    | Italia (bandiera) |       | Jannucci              |

## Calciomercato
| Acquisti | Acquisti            | Acquisti        | Acquisti   |
| R.       | Nome                | da              | Modalità   |
| -------- | ------------------- | --------------- | ---------- |
| P        | Silvio Beltrame     | Potenza         | definitivo |
| P        | Aldo Molinari       | Cremonese       | definitivo |
| C        | Antonio Bacchetti   | Potenza         | definitivo |
| C        | Raffaele Giraud     | Scafatese       | definitivo |
| A        | Riccardo Isada      | Civitavecchiese | definitivo |
| A        | Germano Mian        | Udinese         | definitivo |
|          | Palamede Bandini    | Potenza         | definitivo |
|          | Giuseppe Marussich  | Potenza         | definitivo |
|          | Salvatore Lasorella | Potenza         | definitivo |
|          | Guglielmo Raffaelli | Forte dei Marmi | definitivo |
|          | Francesco Gallo     | Scafatese       | definitivo |

| Cessioni | Cessioni | Cessioni | Cessioni   |
| R.       | Nome     | a        | Modalità   |
| -------- | -------- | -------- | ---------- |
|          |          |          | definitivo |

## Risultati

### Serie C

#### Girone di andata
| 26 ottobre 1941, ore CEST 1ª giornata |  | – Savoia riposa |  |  |

| Arbitro: | Nappi |

|  |           |                                  |
|  | Marcatori | 41’ Raffaelli 55’ Mian 67’ Negri |

| Arbitro: | Orlandini (Roma) |

|                          |           |           |
| Negri 5’ Mian 78’ (rig.) | Marcatori | 15’ Lenzi |

| Arbitro: | Rossi |

|              |           |  |
| Brioschi 86’ | Marcatori |  |

| Arbitro: | Cappucci (Roma) |

|                                          |           |                    |
| Negri 41’ (rig.) Mian 47’ La Sorella 55’ | Marcatori | 59’ (rig.) Rovelli |

| Arbitro: | Pizziolo (Firenze) |

|               |           |  |
| Rota 69’, 84’ | Marcatori |  |

| Arbitro: | Lisotti |

|           |           |  |
| Negri 70’ | Marcatori |  |

| Arbitro: | Costantini |

|                            |           |  |
| Signorini 30’ Ippoliti 64’ | Marcatori |  |

| Arbitro: | Malinche |

|  |           |                                     |
|  | Marcatori | 28’ Vergani 31’ Gavazzi 88’ Pirotti |

| Caserta 28 dicembre 1941, ore CET 10ª giornata | Casertana | 0 – 0 | Savoia | Stadio Comunale\| Arbitro: \| Rossi \| |
| Arbitro:                                       | Rossi     |       |        |                                        |

| Arbitro: | Gemini (Roma) |

|                                                |           |  |
| Giangolini 10’, 48’ Cioni 72’ Verga 75’ (rig.) | Marcatori |  |

| Arbitro: | Lisotti |

|                    |           |                                 |
| Mian 38’ Negri 60’ | Marcatori | 4’ Franzese 68’ (rig.) Esposito |

| Arbitro: | Martelli |

|            |           |                    |
| Oldani 48’ | Marcatori | 53’ Negri 81’ Mian |

| Arbitro: | Brarè |

|           |           |             |
| Negri 23’ | Marcatori | 40’ Dalfini |

| Arbitro: | Costantini |

|                                                                                   |           |                     |
| Mancini 52’ Lombardini 61’ Riciniello 69’ Tremolada 71’, 72’ Salvatore 77’ (aut.) | Marcatori | 50’, 74’, 90’ Negri |

#### Girone di ritorno
| 15 febbraio 1942, ore CET 16ª giornata |  | – Savoia riposa |  |  |

| Arbitro: | Binelli |

|                 |           |              |
| Del Giudice 44’ | Marcatori | 12’ Senatore |

| Arbitro: | Colonna (Bari) |

|                                            |           |  |
| Catesi 23’, 58’ Lenzi 35’, 87’ Celardo 41’ | Marcatori |  |

| Arbitro: | Visconti |

|           |           |             |
| Negri 17’ | Marcatori | 15’ Tognoli |

| Arbitro: | Garcea |

|           |           |  |
| Puzzi 84’ | Marcatori |  |

| Arbitro: | Visconti |

|                      |           |  |
| Tortora 81’ Mian 90’ | Marcatori |  |

| Arbitro: | Cilento (Sovereto) |

|              |           |             |
| Minguzzi 31’ | Marcatori | 30’ Tortora |

| Arbitro: | Cristiantiello (Bari) |

|                            |           |                                  |
| Salvatore 17’ Scavazza 27’ | Marcatori | 9’, 56’ Lombardozzi 72’ Ippoliti |

| Arbitro: | Martelli |

|           |           |  |
| Volpe 44’ | Marcatori |  |

| Arbitro: | Pasinetti (Roma) |

|                               |           |  |
| Tortora 8’ Isada 28’ Mian 40’ | Marcatori |  |

| Arbitro: | Scotti |

|                       |           |             |
| Tortora 69’ Isada 77’ | Marcatori | 29’ Dentuti |

| Arbitro: | Colonna (Bari) |

|                             |           |  |
| Franzese 25’, 79’ Glovi 64’ | Marcatori |  |

| Arbitro: | Stampaggio |

|                                         |           |             |
| Mian 3’, 47’ Negri 53’, 58’ Tortora 61’ | Marcatori | 31’ Fantoni |

| Arbitro: | Cappucci (Roma) |

|                                                     |           |                  |
| Chiesa 5’, 74’ Dagianti 19’, 46’ Margiotta 69’, 72’ | Marcatori | 37’ (rig.) Isada |

| Arbitro: | Albanese |

|                  |           |                                                                                         |
| Isada 49’ (rig.) | Marcatori | 15’, 20’ Perugini 31’ (aut.) Giraud I 40’ Mancini 54’, 69’ Mormile 80’ (rig.) Fasanelli |